# 프리키 데스데이
《프리키 데스데이》(영어: Freaky)는 2020년 개봉한 미국의 블랙 코미디 슬래셔 영화이다. 크리스토퍼 랜던이 연출하고 마이클 케네디와 공동 각본을 썼다. 빈스 본이 살인마 역으로, 캐스린 뉴턴이 여자 주인공 밀리 역으로 출연한다.

## 줄거리
존재감 없는 고등학생 밀리의 몸이 갑자기 살인마와 뒤바뀌어 버린다. 살인마는 밀리의 몸으로 살인을 계속하고, 밀리는 살인마를 막고 자신의 몸을 되찾으려고 나선다.

## 출연
- 빈스 본 - 블리스필드 살인마 역
- 캐스린 뉴턴 - 밀리 케슬러 역
- 케이티 피너런 - 코럴 케슬러 역
- 설레스트 오코너 - 나일라 촌스 역
- 미샤 오셔로빅 - 조시 데트머 역
- 앨런 럭 - 버나디 씨 역
- 유라이아 셸턴 - 부커 스트로드 역
- 데이나 드로리 - 샬린 케슬러 역

## 영화 정보
- 한국어 제목 '프리키 데스데이'는 제작사 블럼하우스가 대한민국의 CGV와 연계한 제목 공모전을 통해 선정되었다.[4]